# Vârful Parângul Mare, Munții Parâng
Vârful Parângul Mare este cel mai înalt din Masivul Parâng, Carpații Meridionali, având o altitudine de 2.519 metri.  Este al patrulea vârf muntos din România, din punctul de vedere al înălțimii, fiind totuși cel mai înalt vârf din România care nu este în Munții Făgăraș. 

## Galerie foto

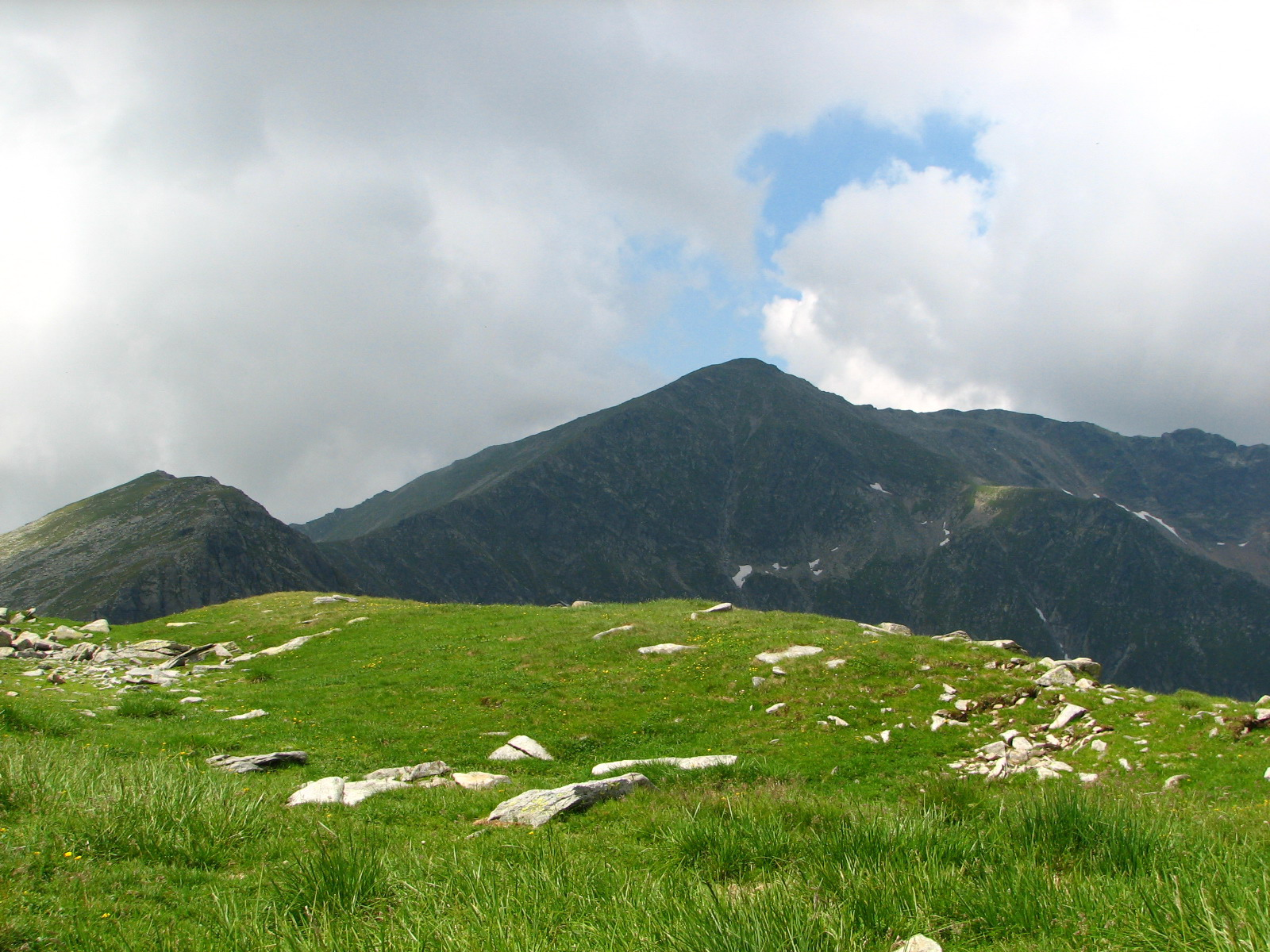
Vârful Parângul Mare, văzut de pe Vârful Ieşu
Vârful Parângul Mare
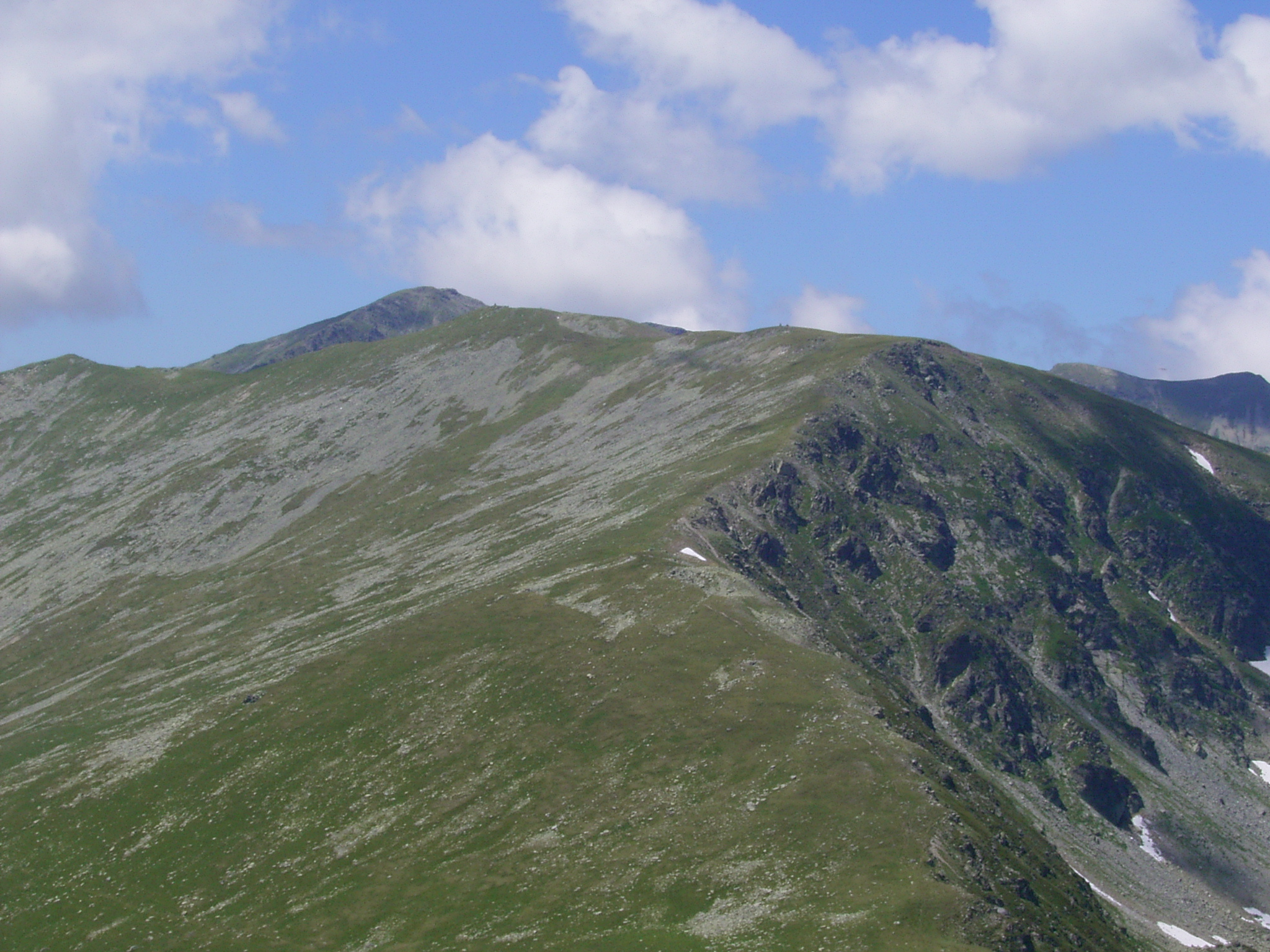
Vârfurile Ieşu şi Parângul Mare
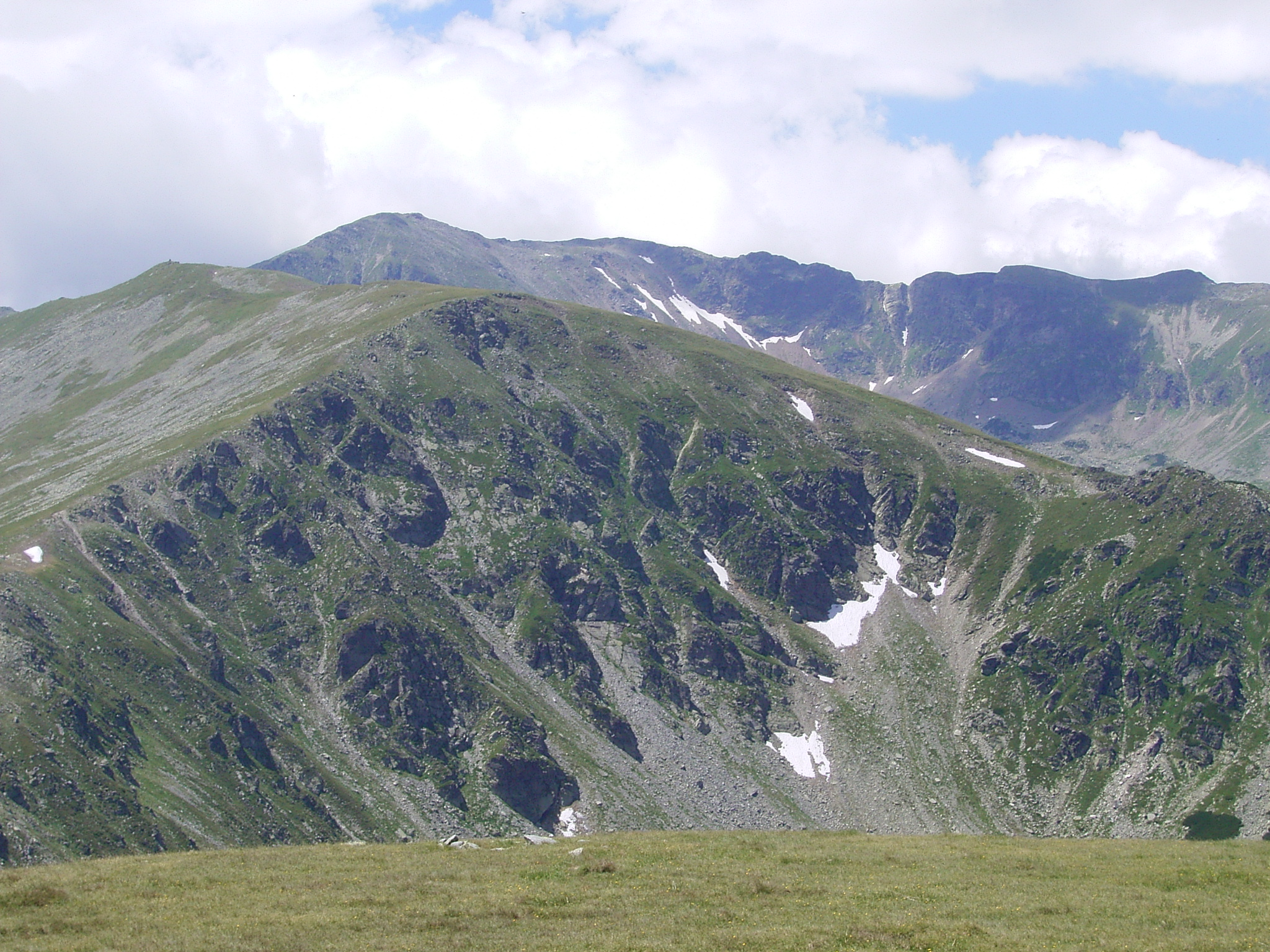
Vârfurile Ieşu, Parângul Mare şi Gemănarea
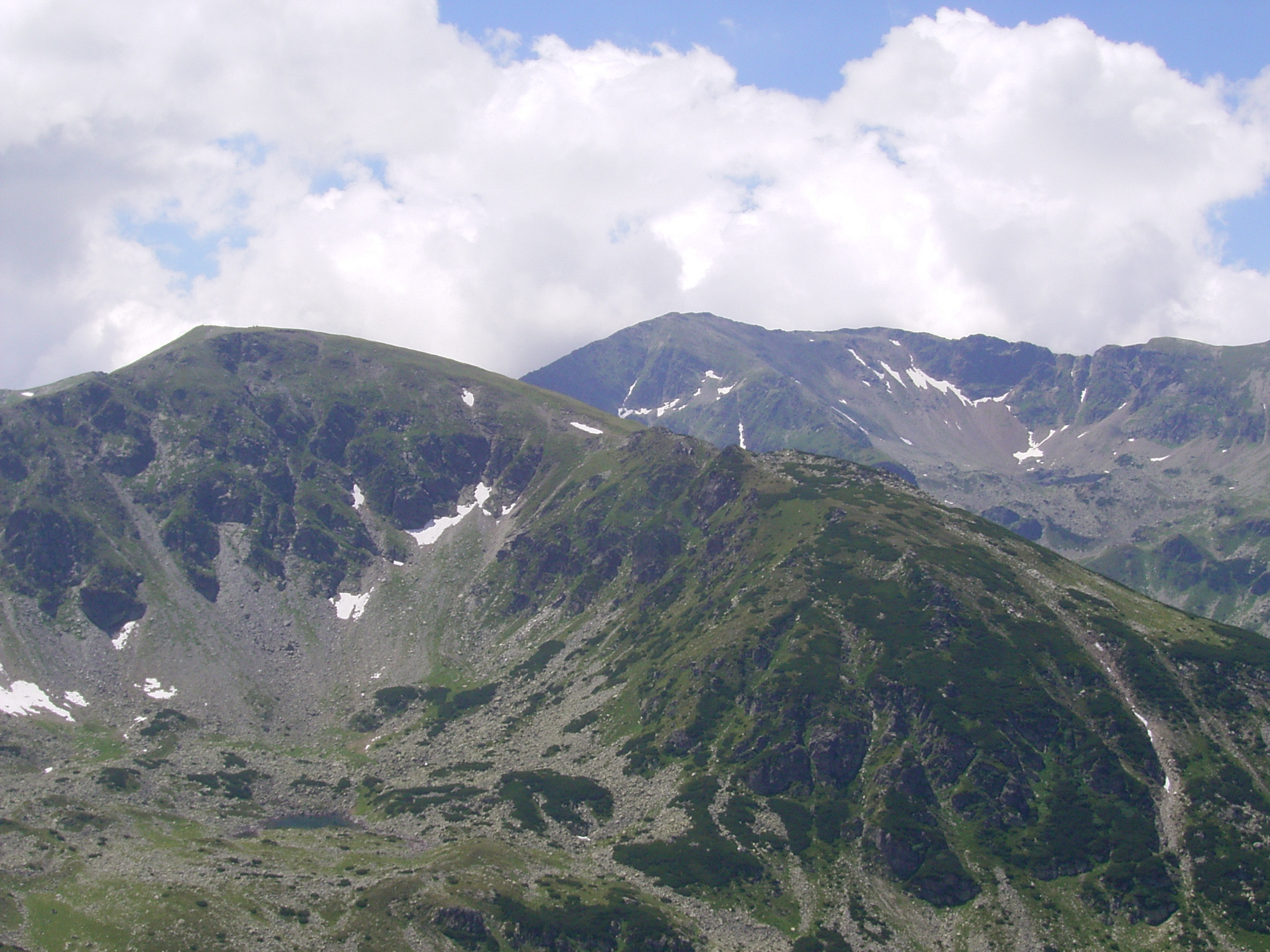
Vârfurile Ieşu şi Parângul Mare
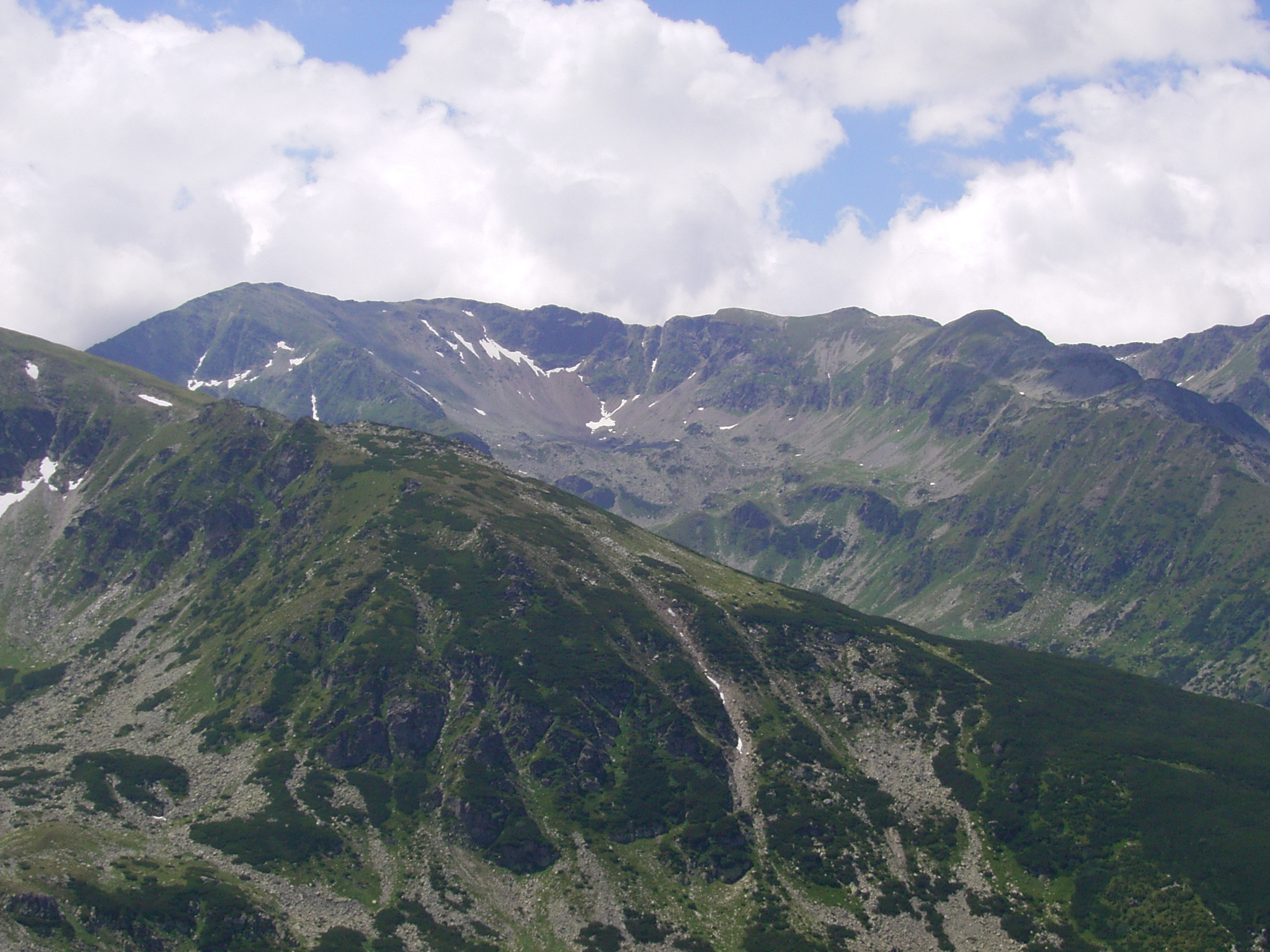
Vârfurile Parângul Mare şi Gemănarea
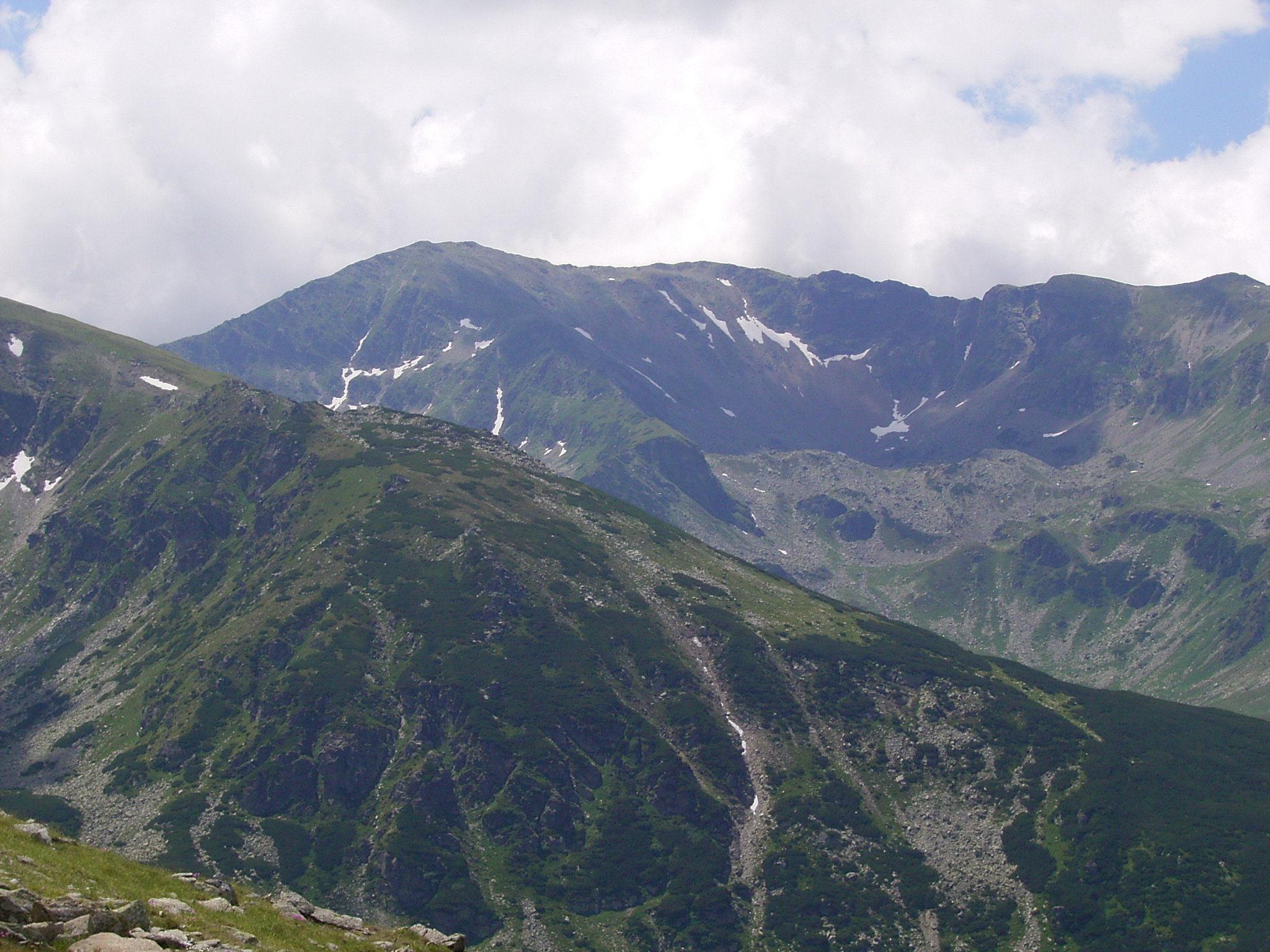
Vârful Parâng
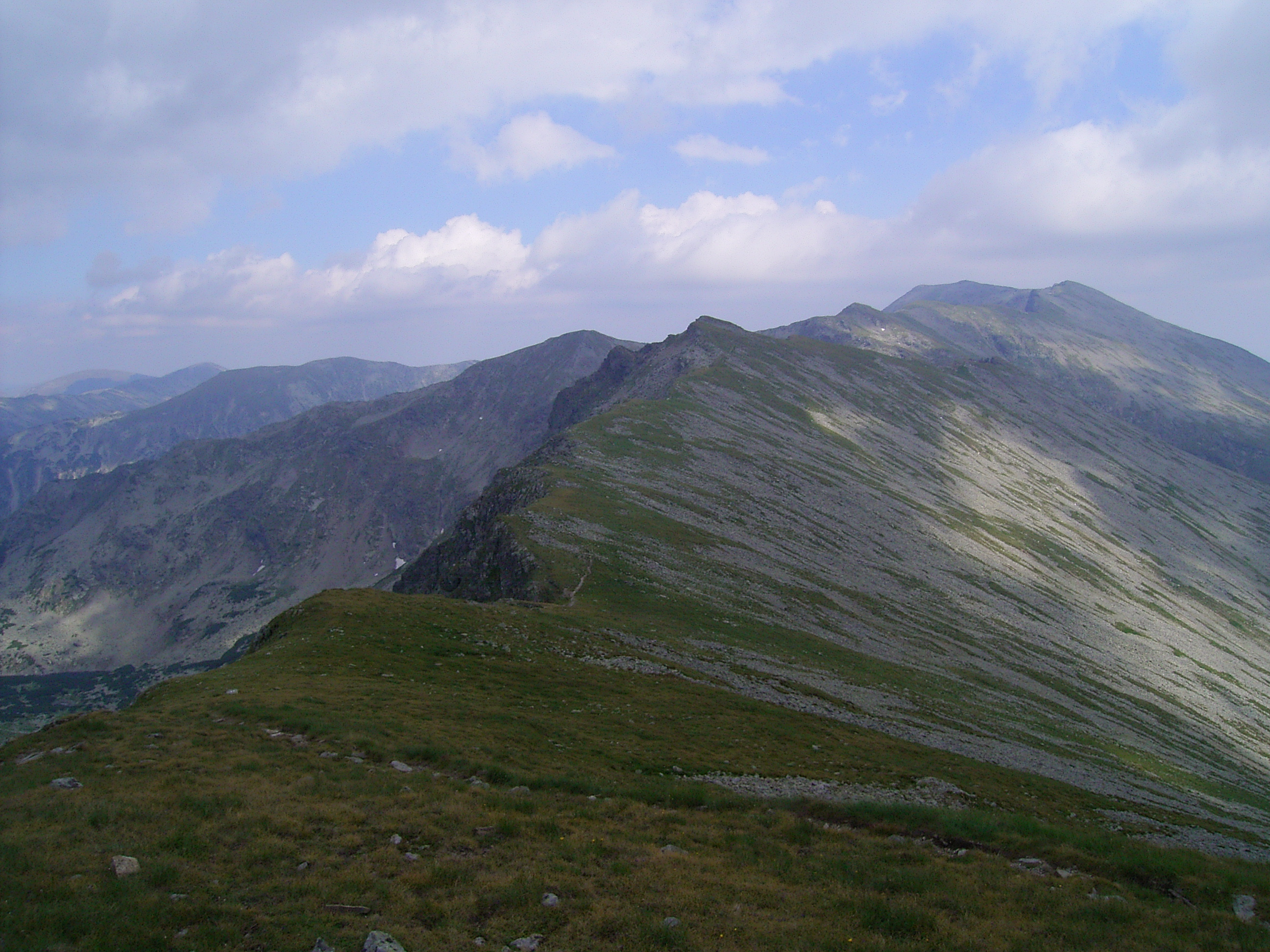
Vârfurile Stoiniţa, Gemănarea şi Parângul Mare
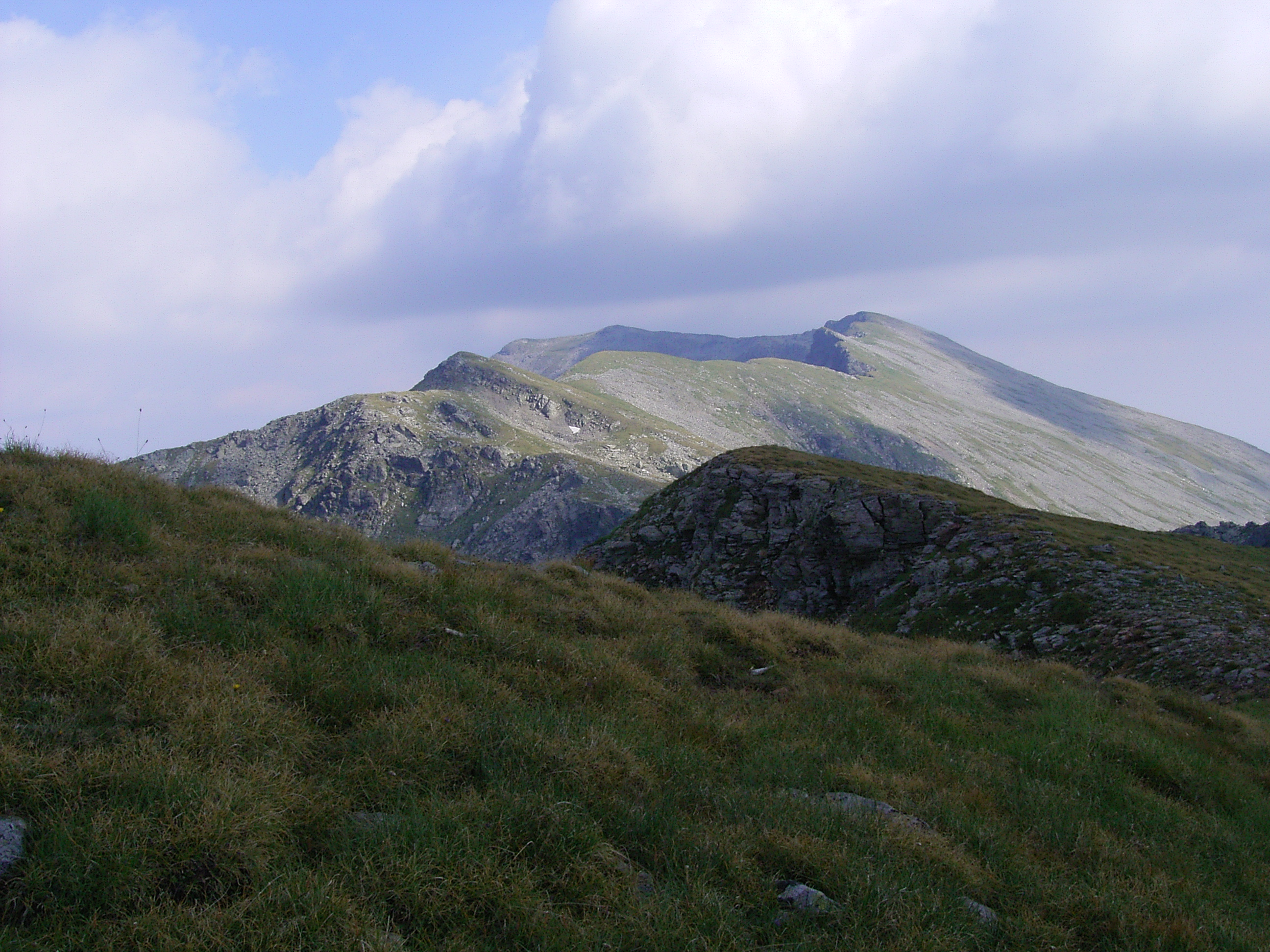
Vârfurile Parângul Mare şi Gemănarea
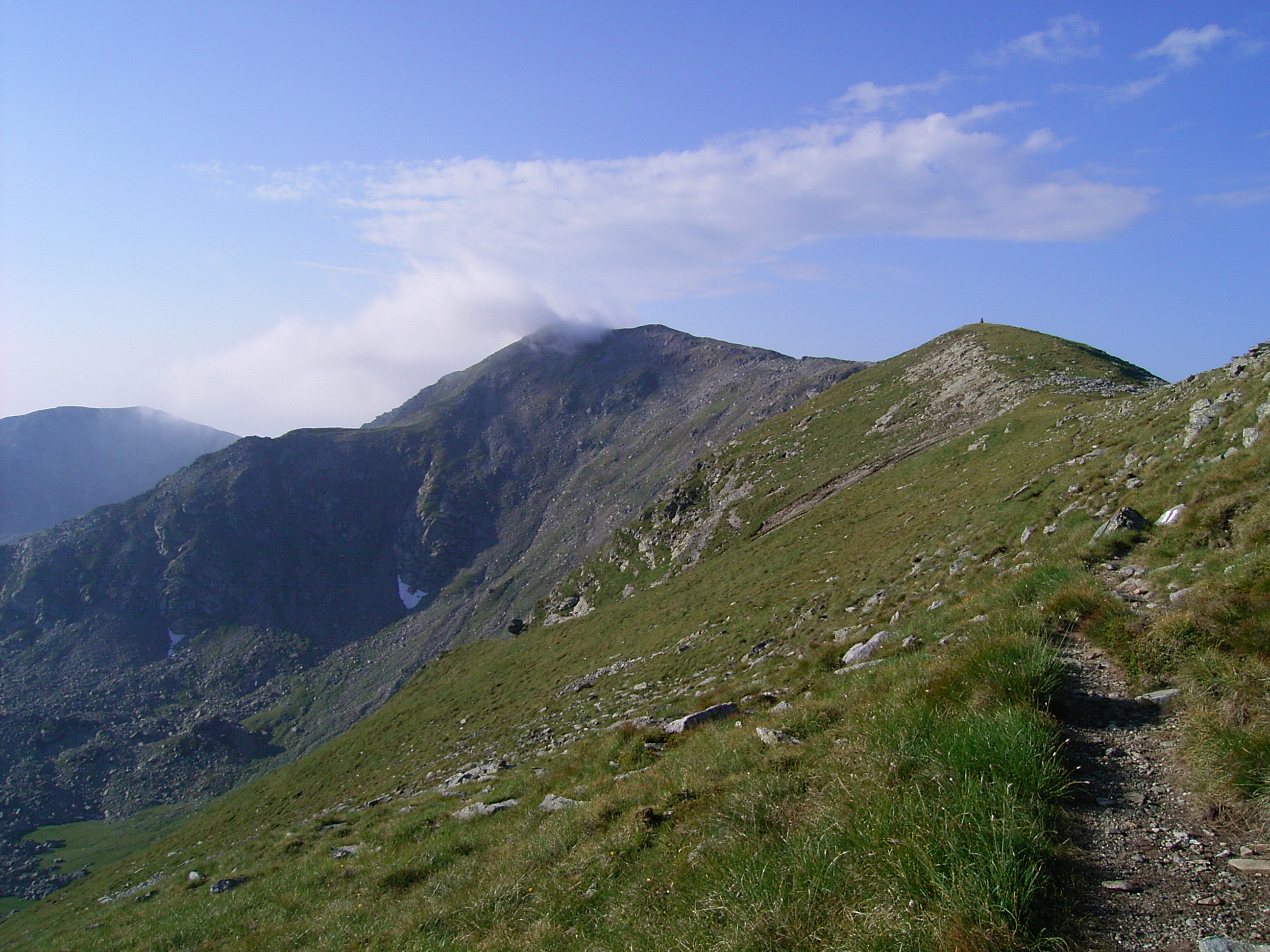
Vârful Parângul Mare
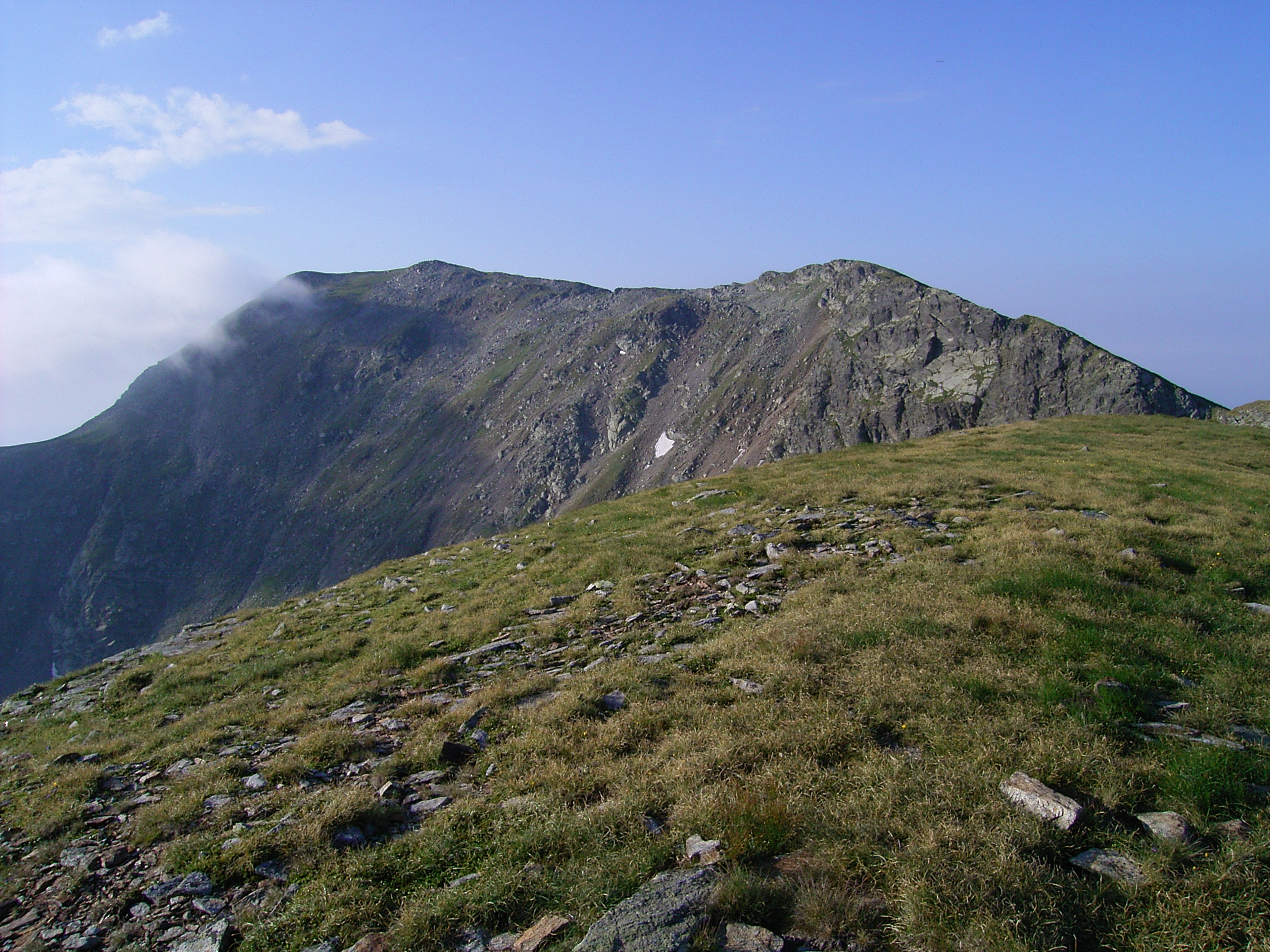
Vârful Parângul Mare
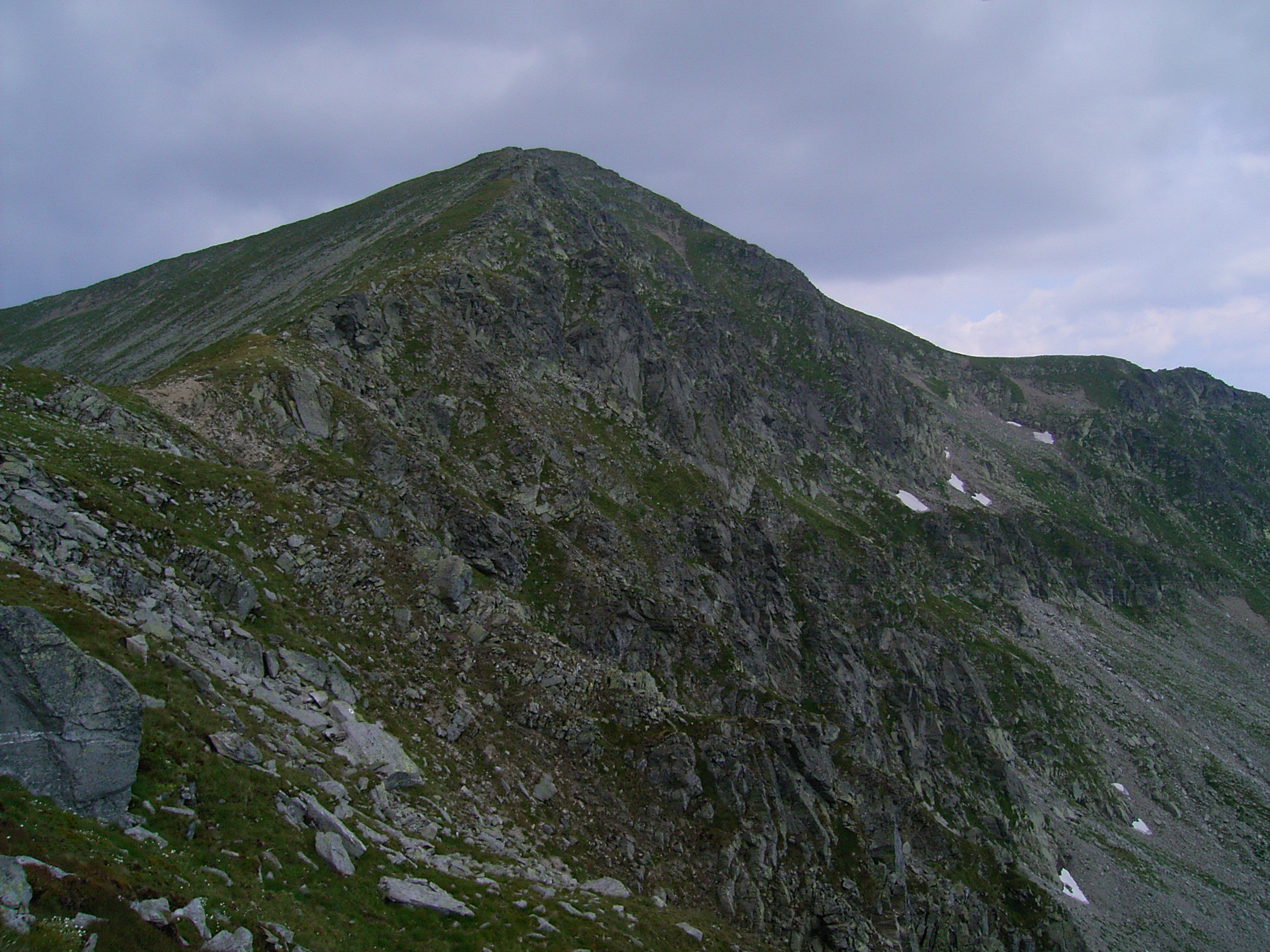
Vârful Parângul Mare
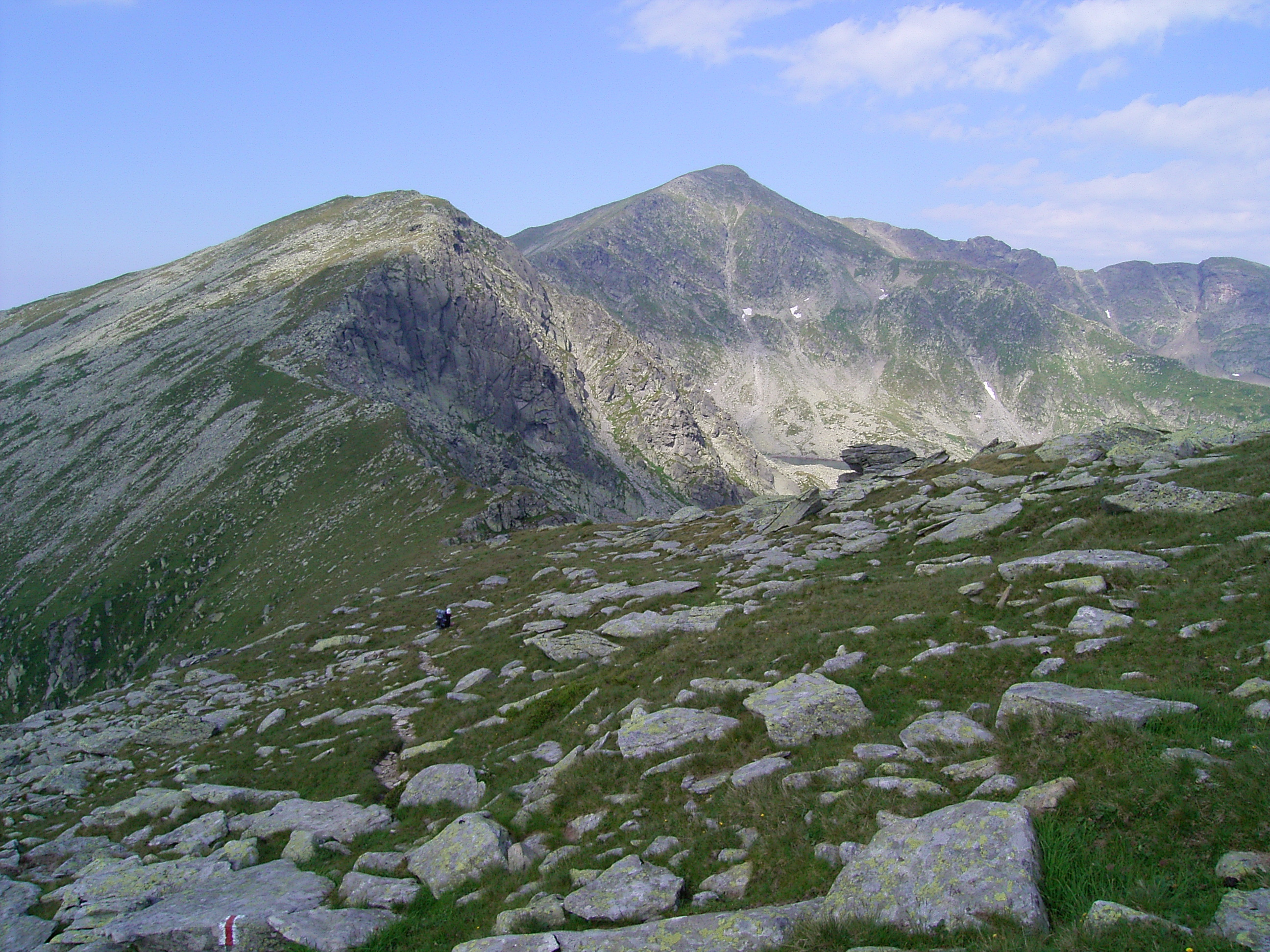
Vârfurile Gruiu şi Parângul Mare
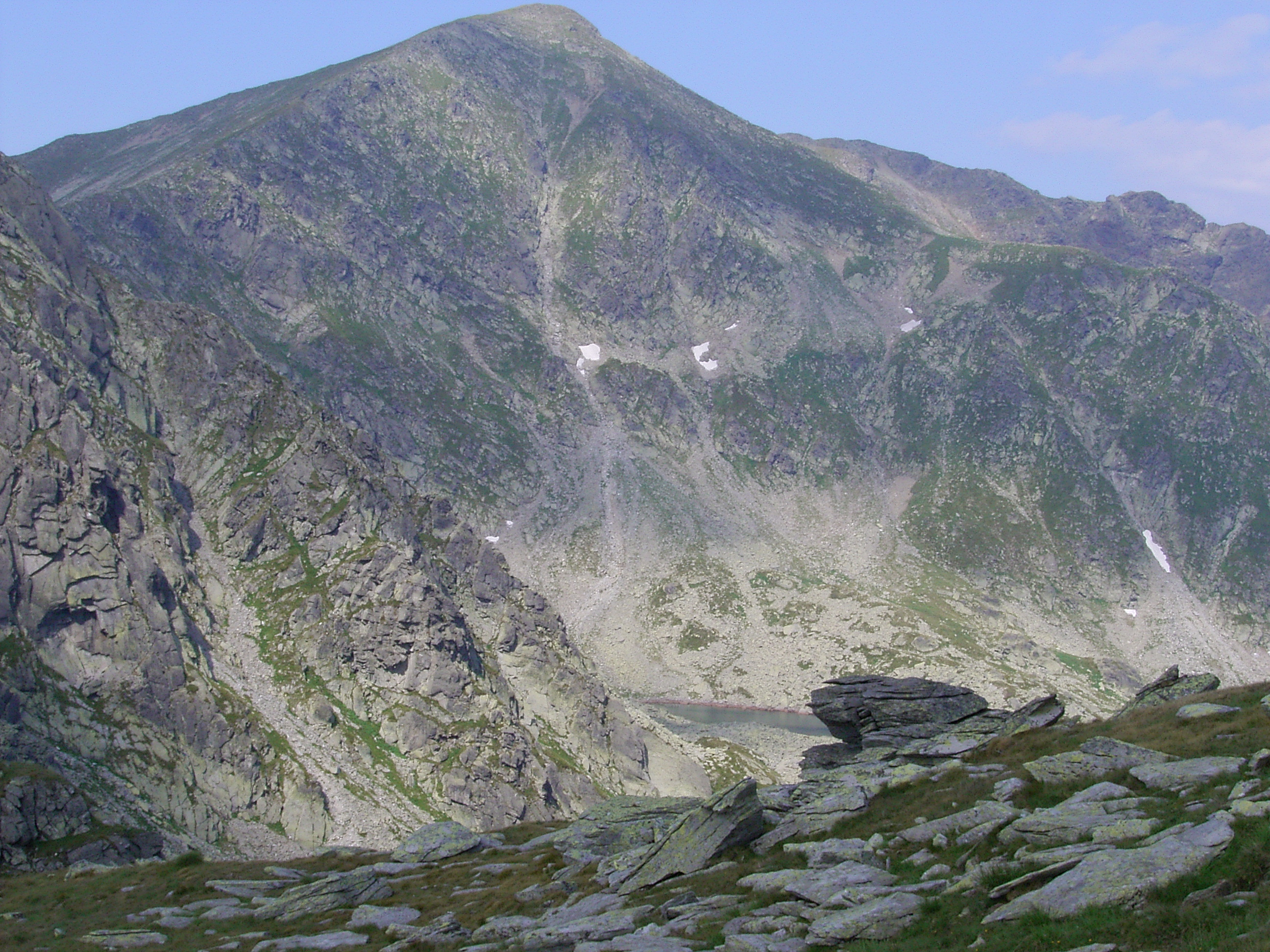
Vârful Parângul Mare